# Jüdischer Friedhof (Bedburg, Neuer Friedhof)

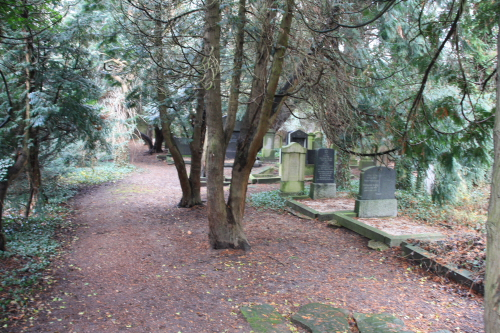
Teilansicht

Der neue Jüdische Friedhof Bedburg liegt in der Stadt Bedburg im Rhein-Erft-Kreis in Nordrhein-Westfalen. 
Der Friedhof liegt in der Kölner Straße schräg gegenüber der Johannesstraße. Er wurde von 1832 bis 1939 belegt. Der Begräbnisplatz gehörte bereits seit 1837 der Synagogen-Gemeinde Köln. Er ist bis in die 1990er Jahre mehrfach geschändet worden. Heute sind auf dem Friedhof noch 66 Grabsteine (Mazewot) vorhanden.